# IQOO 11
iQOO 11是iQOO於2022年12月8日推出的系列智能手機，iQOO 11可以分为iQOO 11以及iQOO 11 Pro。iQOO 11以及iQOO 11 Pro均搭載高通骁龙8 Gen 2处理器。iQOO 11系列手機支持UFS 4.0以及LPDDR5X。這些手機的屏幕都是2K分辨率並支持144Hz屏幕刷新率。